# Angela Rippon
Angela May Rippon (Plymouth, Devon, 12 de octubre de 1944) es una periodista, presentadora de televisión, locutora de radio y escritora británica.
Rippon presentó programas informativos de radio y televisión en el suroeste de Inglaterra antes de pasar a Nine O'Clock News de BBC One, convirtiéndose en presentadora habitual en 1975. Fue la primera periodista a la que se dio un papel permanente presentando las noticias nacionales de televisión de la BBC, y la tercera mujer presentadora de noticias que aparecía en emisiones nacionales de la televisión británica, después de Barbara Mandell en Independent Television News (ITN) en 1955, y Nan Winton, que presentó temporalmente las noticias nacionales en BBC Television, en 1960.
Rippon apareció en un programa navideño de Morecambe y Wise en 1976, presentó las dos primeras temporadas de Top Gear y también presentó Come Dancing. Fue presentadora del Festival de la Canción de Eurovisión 1977. Fue presentadora y cofundadora de la franquicia de televisión de TV-am. En la década de 1990 se pasó a la radio, donde presentó programas diarios de noticias para LBC Newstalk entre 1990 y 1994, y apareció en The Big Breakfast de Channel 4 como presentadora suplente. Presentó la retransmisión de la BBC de los Campeonatos de Baile de Salón del Reino Unido en el Centro Internacional de Bournemouth en 1991.
Rippon ha escrito catorce libros, ha realizado una gira con una producción de Anything Goes y ha presentado un segmento del programa The One Show de la BBC One. Desde 2009, copresenta el programa de consumo de la BBC One, Rip Off Britain con Gloria Hunniford y Julia Somerville; en 2013 y 2014 presentó Holiday Hit Squad junto a Helen Skelton y Joe Crowley. También fue la voz en off del programa de concursos de la BBC One, The Wall y actualmente se la puede ver presentando ocasionalmente en GB News.

## Primeros años
Angela May Rippon nació el 12 de octubre de 1944 en Plymouth, Devon, en el seno de una familia de clase trabajadora. Su padre, John, era infante de marina; lo vio por primera vez en 1947, cuando regresó de la Segunda Guerra Mundial. Edna, la madre escocesa de Rippon, trabajaba en una empresa de porcelana fina llamada Lawley's y también era costurera. Estudió en la escuela secundaria pública para chicas de Cobourg Street, en Plymouth.

## Carrera
Tras dejar la escuela a los 17 años, Rippon se incorporó a la oficina fotográfica del Western Morning News y trabajó para el Sunday Independent y, más tarde, para la radio local de la BBC y la Westward Television como redactora.

### Televisión y radio
Cuando cumplió sus 21 años, comenzó realmente su carrera periodística, presentando los informativos de radio y televisión en la BBC Suroeste del condado de Cornualles.
En el año 1974, presentó un programa de noticias nacionales en la BBC Two.
Posteriormente en 1975, reemplazó durante 15 días al periodista Richard Baker en el programa Nine O'Clock News de la BBC One y tras su vuelta le ofreció que trabajase en el programa, donde estuvo en la sección de noticias.
En el año 1976 apareció en el programa especial de Navidad, Morecambe and Wise de Eric Morecambe y Ernie Wise.
Posteriormente en 1977, presentó las dos primeras temporadas de Top Gear y de Come Dancing.
Angela Rippon, presentó la XXII edición del Festival de la Canción de Eurovisión 1977 celebrado el día 7 de mayo en la ciudad de Londres.
En el año 1983 fue cofundadora y presentadora del canal de televisión TV-am.
Durante la década de los años 1990, volvió a trabajar como locutora de radio, presentando los informativos diarios de la London Broadcasting Company (LBC), hasta 1994 que entró otra vez en televisión a presentar el programa informativo de las mañanas The Big Breakfast de la cadena Channel 4. Durante este tiempo también ha colaborado en el programa The One Show, posteriormente trabajó durante corto periodo de tiempo en BBC Radio 5 Live y actualmente presenta Hit Squad Holiday y copresenta junto a las periodistas Gloria Hunniford y Julia Somerville el programa Rip Off Britain en la BBC One.
Como escritora, a principios de la década de los años 1980, comenzó escribiendo numerosos libros infantiles que trataban de un personaje llamado Victoria Plum y que era un hada, siendo publicados por la editorial Purnell and Sons.
En el año 1982, escribió un libro llamado El hombre y sus caballos, que estaba relacionado con el jinete Mark Phillips y su esposa la Princesa real Ana del Reino Unido.
También ha escrito libros que tratan de la salud para personas mayores, en el que se les explican como mantenerse en activo, saludables, etc. Escribiendo en total más de catorce libros.
Angela Rippon, colabora desde hace años con la Old Time Dance Society. En el año 2000 fue nombrada Presidenta de la compañía de baile English National Ballet, hasta que dejó su cargo en el año 2003, debido a que recibió denuncias e informes desfavorables sobre su mal comportamiento e aires de liderazgo.
En agosto de 2023, se anunció que participaría en la vigesimoprimera temporada de Strictly Come Dancing, más de treinta años después de haber presentado la versión original del programa Come Dancing. Rippon, que cumplió 79 años mientras participaba en la serie, es el concursante de más edad en la historia del programa. Formó pareja con el bailarín profesional Kai Widdrington. Fueron eliminados en la novena semana de la competencia.

## Vida personal
En 1967, a los 22 años, se casó con Christopher Dare, un ingeniero. Se separaron en 1989 y se divorciaron más tarde. No tuvieron hijos. Rippon ha declarado que el final de su matrimonio fue muy doloroso, y que su fama fue uno de los factores. Ha tenido otras relaciones duraderas, pero es feliz soltera.

## Premios y condecoraciones
Fue protagonista de This Is Your Life en 1981, cuando fue sorprendida por Eamonn Andrews mientras firmaba ejemplares de su libro recién publicado en una tienda del centro comercial Brent Cross.
Rippon fue nombrada Oficial de la Orden del Imperio Británico (OBE) en los honores del cumpleaños de 2004.
En 2012, la Universidad de Plymouth le concedió el doctorado honoris causa en Bellas Artes.
Fue nombrada Comandante de la Orden del Imperio Británico (CBE) en la lista de Honores de Año Nuevo de 2017 por sus servicios a la atención de la demencia en su papel como líder de desarrollo de las Comunidades Amigables con la Demencia.